# Sofreh
 (novembre 2019).
Sofreh ou Sofreh Ardi (persan : سفره آردی , Sofreh Ārdi) est un petit tapis utilisé dans la préparation ainsi que la conservation du pain en Iran, en particulier au sein des tribus nomades bakhtiaris, baloutches ou afshars. 

## Description et utilisation
Le sofreh est un petit kilim en laine de forme carrée, généralement d'un à deux m² de surface. Le pain étant l'aliment de base des tribus nomades d'Iran, il est préparé de manière régulière au sein même du foyer par les femmes. Le sofreh permet à la fois de laisser reposer la pâte à pain une fois préparée ainsi qu'à protéger le pain une fois cuit et éviter que celui-ci ne sèche trop vite.